# Сегал, Тино
Тино Сегал (англ. Tino Sehgal; род. 1976) — художник немецкого и индийского происхождения, живущий в Берлине, который описывает свои работы как «сконструированные ситуации». Хореограф, который создает танцы для музейной среды.

## Биография
Родился в 1976 в Лондоне и рос в Дюссельдорфе, Париже и городке неподалеку от Штутгарта. Его отец родился в провинции Британской Индии и принадлежал к пенджабской семье Сегал, но в детстве «был вынужден бежать с территории современного Пакистана». Его мать была «уроженкой Германии и домохозяйкой». Изучал политическую экономику и танец в Берлинском университете имени Гумбольдта и Университете искусств Фолькванг в Эссинё. Работал с французскими хореографами Жеромом Белем и Ксавье Леруа. Сейчас живёт и работает в Берлине.

## Творчество
Тино Сегал создаёт «сконцентрированные ситуации», которые ставят под вопрос традиционные отношения между искусством и зрителем, сосредотачиваясь на жестах и социальных ролях. В его «ситуациях» задействованы «интерпретаторы», как сам художник их называет, часто это танцоры или актёры, иногда сам Сегал. Главное место занимает — зритель, который становиться полноправным участником происходящего или является наблюдателем. Перфоманс продолжается в течение всего рабочего дня галерии или музея. Тино Сегал запрещает снимать и фотографировать свои работы, он также выступает против любой рекламы, афиш, вывесок своих выставок, контрактов и другого любого способа документирования. В 2005 году представлял Германию на Венецианской биеннале. Персональные выставки Сегала были в Музее Соломона Гуггенхайма в Нью-Йорке (2010), в Тейт Модерн (2012), в музее Стеделек (2015), Пале де Токио (2016), в Государственной Третьяковской галереи (Новая Третьяковка) и Государственном музее архитектуры имени А. В. Щусева (2017); Участвовал в 9-й Шанхайской биеннале, в «Документе 13» (2012). В 2012 году Сегал стал 13-м художником, приглашенным галереей Тейт для участия в ежегодной серии работ Unilever. Первая «живая» работа в огромном пространстве. Эти ассоциации состоят исключительно из встреч примерно 70 рассказчиков и посетителей галереи. 

## Работы
«Поцелуй»(2002) — двое танцоров демонстрируют движение, отсылающие к различным любовным сценам из истории искусств. «Эта Ситуация» (2007); «Эта Вариация» (2012); «Этот прогресс» (2006) — во вовремя перфоманса зритель участвует в четырёх диалогах на тему «Что такое прогресс?». Сначала Зритель встречается с ребёнком, потом с подростком, с взрослым, и в заключении с пожилым. Во время этого события он переживает цикличность жизни и делает для себя выбор в понимании прогресса. Это первая живая работа, которая была приобретена музеем Гуггенхайма.

## Награды
- 2004 — Премия Bâloise в Art Basel.
- 2006 — Включён в список премий Hugo Boss.
- 2007 — Preg der Nationalgalerie für Junge Kunst в Hamburger Bahnhof в Берлине.
- 2013 — Выбран в качестве одного из четырёх финалистов премии Тёрнера
- 2013 — Премия «Золотой лев» как лучшему художнику 55-й Венецианской биеннале современного искусства.